# Quinto Cedicio Nottua
Quinto Cedicio Nottua (in latino: Quintus Caedicius Noctua; fl. III secolo a.C.) è stato un politico e militare romano.

## Biografia
Il suo nome è noto solo dai fasti consolari, anche perché, a causa della perdita dei libri della seconda decade di Tito Livio, gli accadimenti del suo anno di consolato non ci sono noti. Fu console nel 289 a.C. con Marco Valerio Massimo Corvino e censore nel 283 a.C..